# Вон, Фрэнсис Джон
Фрэнсис Джон Вон (англ. Francis John Vaughan, 5.05.1877 г., Великобритания — 13.03.1935 г., Суонси, Великобритания) — католический прелат, епископ Меневии.

## Биография
Фрэнсис Джон Вон родился 5 мая 1877 года в Великобритании. 5 июля 1903 года был рукоположён в священника.
21 июня 1926 года Римский папа Пий XI назначил Фрэнсиса Джона Вона епископом Меневии. 8 сентября 1926 года Фрэнсис Джон Вон был рукоположён в епископа.
Умер 13 марта 1935 года.